# Michael Jeannée
Michael Jeannée (* 5. Februar 1943 in Olmütz, Protektorat Böhmen und Mähren) ist ein österreichischer Boulevardjournalist, Kriegsberichterstatter und Kolumnist. Während seiner Laufbahn als Journalist schrieb er unter anderem für Bild am Sonntag und den Express, aktuell schreibt er eine Kolumne für die Kronen Zeitung.

## Leben
Jeannée ging in Sankt Gilgen und Wien zur Schule. Im Anschluss an seine Matura begann er ein Jus-Studium, brach dieses jedoch ab und ging 1963 nach Argentinien, wo er vier Jahre blieb und als Sportreporter und Korrektor bei einer deutschsprachigen Zeitung arbeitete. 1967 ging Jeannée zum Wiener Express. Nachdem Hans Dichand diesen 1970 übernommen und ihn ein Jahr später mit der Kronen Zeitung zusammengelegt hatte, wechselte Jeannée zunächst zur Kronen Zeitung, wo er bis 1973 blieb. Er nahm dann ein Angebot der Bild am Sonntag an, wo er bis 1985 als Chefreporter arbeitete und in dieser Funktion unter anderem vom Massenselbstmord unter Jim Jones 1978 in Jonestown berichtete.
1985 wechselte er zurück zur Krone, um dort den Posten des Chefreporters zu übernehmen. Ab 1993 war er als Nachfolger von Roman Schliesser der „Adabei-Reporter“ des Blattes und berichtete als solcher vornehmlich aus der Wiener High Society. 2003 verlor er diese Stelle, unter anderem aufgrund des Vorwurfs der Frauenfeindlichkeit. Er kam jedoch 2007 abermals zur Krone zurück und fungierte dort fortan als Kommentator.
Jeannée berichtete im Lauf seiner Karriere über so unterschiedliche Themen wie Sportereignisse, die „Uni-Ferkelei“ oder den Golfkrieg; seine Interviewpartner waren unter anderen Udo Proksch, den Jeannée in Manila aufspürte, Bela Rabelbauer während seiner Flucht vor den österreichischen Behörden oder auch Idi Amin.

## Journalistischer Stil
In seiner Funktion als Kolumnist erregt Jeannée – auch durch seine mitunter populistischen bis verächtlichen Kommentare – immer wieder Kritik bei Betroffenen. So beschwerten sich die österreichischen Grünen, als er 2008 Eva Glawischnig, damals Dritte Nationalratspräsidentin, vorwarf, sie würde durch ein Benefizfußballspiel gegen Rassismus den falschen Eindruck erwecken, in Österreich herrsche Rassismus. Die Landessprecherin der Wiener Grünen, Birgit Meinhard-Schiebel, unterstellte Jeannée daraufhin, seine Äußerungen seien „eines Journalisten unwürdig“.
Michael Fleischhacker, damaliger Chefredakteur der Presse, warf ihm vor, einer der „Buchstabenwürmer“ zu sein, die „nun die Dichandsche und Faymannsche Darmflora bereichern“ – sich also bei Herausgeber und Bundeskanzler anzubiedern.
Im August 2009 schrieb Jeannée in seiner Kolumne „Post von Jeannée“ in der Kronen Zeitung, nachdem ein 14-jähriger Einbrecher von einem Polizisten durch einen Schuss in den Rücken tödlich verwundet worden war: „Wer alt genug zum Einbrechen ist, ist auch alt genug zum Sterben.“ Der Satz wurde bei der Wahl zum Österreichischen Wort des Jahres 2009 zum „Unspruch des Jahres“ gewählt. Der Satiriker und Schriftsteller Michael Ziegelwagner parodierte 2013 den Satz in einem Geburtstagsgruß an Jeannée, der im Anzeigenteil der Kronen Zeitung abgedruckt wurde: „Wer alt genug ist, Wein zu zechen, ist alt genug zum Färben“ (nämlich der grauen Haare). 
Im Zuge der Fußball-WM 2014 gratulierte er der deutschen Nationalmannschaft und Trainer Jogi Löw, indem er schrieb: „Heute Brasilien und morgen die ganze Welt“, eine Anspielung auf das SA-Lied Es zittern die morschen Knochen („… und heute da hört uns Deutschland und morgen die ganze Welt“), sowie: „Jogi, Jogi über alles in der Welt“, eine Abwandlung der ersten Strophe des Deutschlandlieds. Zudem schrieb er vom „Endspielsieg“, was sowohl als Anspielung auf den NS-Propagandabegriff Endsieg als auch auf die so genannte Endlösung der Judenfrage verstanden werden kann.

### Verurteilungen durch den Presserat
In den Jahren 2012 bis 2014 wurde Jeannée insgesamt sechsmal vom Österreichischen Presserat wegen Verstößen gegen den journalistischen Ehrenkodex verurteilt.
Am 30. November 2012 forderte Jeannée etwa die Absetzung des Kurier-Chefs Helmut Brandstätter, und zwar mit folgenden Worten, die er an Aufsichtsratsvorsitzenden Christian Konrad richtete: „Unter uns Jägern, lieber Herr Konrad: Hegeabschuss (Brandstätter) überfällig!“ Am 7. Juli 2013 verstieß Jeannée in einer Glosse über zwei Raubüberfälle, bei denen die Täter in Notwehr getötet wurden, insbesondere mit der Feststellung, dass Räuber eine Kugel verdient hätten, gegen die Menschenwürde. Am 10. Jänner 2014 wurden in einer Kolumne vier einer Straftat verdächtigte junge Männer unter anderem als „elendes, niederträchtiges Pack“ und „Dreckskerle“ bezeichnet und gefragt, wie man sich fühle, „wenn einen die eigene Gangstervisage aus der Zeitung anspringt“, wobei die von einer Überwachungskamera aufgenommenen Fotos der Betroffenen der Kolumne beigefügt waren. In einem Artikel vom 11. Mai 2014 bezeichnete Jeannée den EU-Abgeordneten Eugen Freund und die Ministerin Gabriele Heinisch-Hosek als „Polit-Furunkel“.

## Kontroverse
Im September 2011 kam es bei der ORF-Castingshow Die große Chance zu einem Streit zwischen dem deutschen Rapper Sido und Jeannée. Daraufhin, nachdem Jeannée backstage vor laufender Kamera erklärt hatte: „Dieser Sido gehört ja vernichtet“, brachte die Kronen Zeitung einen sehr negativen Artikel über den Rapper unter dem Titel „Das Leben des ‚ORF-Stars‘ als einziger Mix aus Kriminalität und Taktlosigkeit“. Sido verklagte die Kronen Zeitung erfolgreich wegen übler Nachrede und auf Schadenersatz in Höhe von 7000 Euro.
2017 kam es zu einem medial beachteten Prozess zwischen Jeannée und der Mediengruppe Österreich. Diese hatte Jeannée eine Alkoholsucht unterstellt.

## Zitate
„Das war halt dann meine Stärke, den Neger zu finden, der ein Telefon hat.“

„Dieser Sido gehört ja vernichtet.“

## Werke
- Michael Jeannée: Jeannee’s Adabei 1993 – 1999 Die ersten sieben Jahre mit den Oberen 1000 aus Gesellschaft, Politik, Sport & Kultur. Wien, S-Print Kunstdruck GmbH 1999. (Gesammelte Kolumnen und Reportagen aus Jeannees Zeit als Society-Reporter)